# Khetcho
Khetcho (arménien : Խէչո ; 1872 - juillet 1915) est un militant politique et un fédaï arménien. Membre de la Fédération révolutionnaire arménienne, Khetcho est actif dans les affaires politiques arméniennes. Il est célèbre pour avoir participé à l'expédition de Khanassor, une offensive des fédaïs arméniens contre la tribu kurde Mazrik le 25 juillet 1897. Il est également un soutien clé de la révolution constitutionnelle persane. En 1915, lors d'une escarmouche entre différentes forces turques près de Bitlis, il est tué au combat.

## Biographie

### Jeunesse
Khachadour Amirian (Խաչատուր Ամիրեան), dit Khetcho, est né en 1872 à Nakhitchevan, qui fait alors partie de l'Empire russe. Son père est prêtre. Il a étudié à Chouchi à l'école du diocèse local. Khetcho devient ensuite formateur des combattants révolutionnaires arméniens, alors principalement stationnés dans le Caucase.

### Expédition de Khanassor

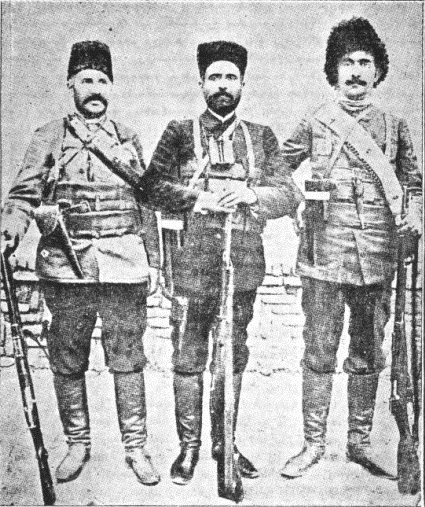
De gauche à droite : Keri, Yeprem Khan et Khetcho.

En 1896, au lendemain de la défense de Van, la tribu des Mazrik tend une embuscade à de nombreux défenseurs arméniens de Van alors qu'ils se retirent en Perse. La Fédération révolutionnaire arménienne décide de procéder à des représailles, ce qui donne lieu à l'expédition Khanassor. Khetcho quitte la Perse et participe à l'expédition, qui devient sa première mission de combat armée,. Au cours de la mission, Khetcho rencontre Yeprem Khan, un autre révolutionnaire arménien avec lequel Khetcho collabore par la suite pendant la révolution constitutionnelle iranienne.

### Les affrontements arméno-tatars
Par la suite, lors des massacres arméno-tatars de 1905-1907, Khetcho participe à la défense des Arméniens dans tout le Caucase. Au cours de ses actions, il est le bras-droit de Nikol Douman, un fédaï arménien du Karabakh. Il est chargé de défendre les villages arméniens situés au bord de l'Araxe.

### Révolution constitutionnelle persane
Pendant la révolution constitutionnelle persane, Khetcho combat les anti-constitutionnalistes aux côtés de Yeprem Khan et Keri, de 1908 à 1010,. L'unité de Khetcho devient le fer de lance de l'armée monarchiste. En 1910, alors qu'il est au combat, l'os de sa mâchoire est brisé par une balle. Par la suite, il est contraint de s'installer en Suisse.

### Première Guerre mondiale

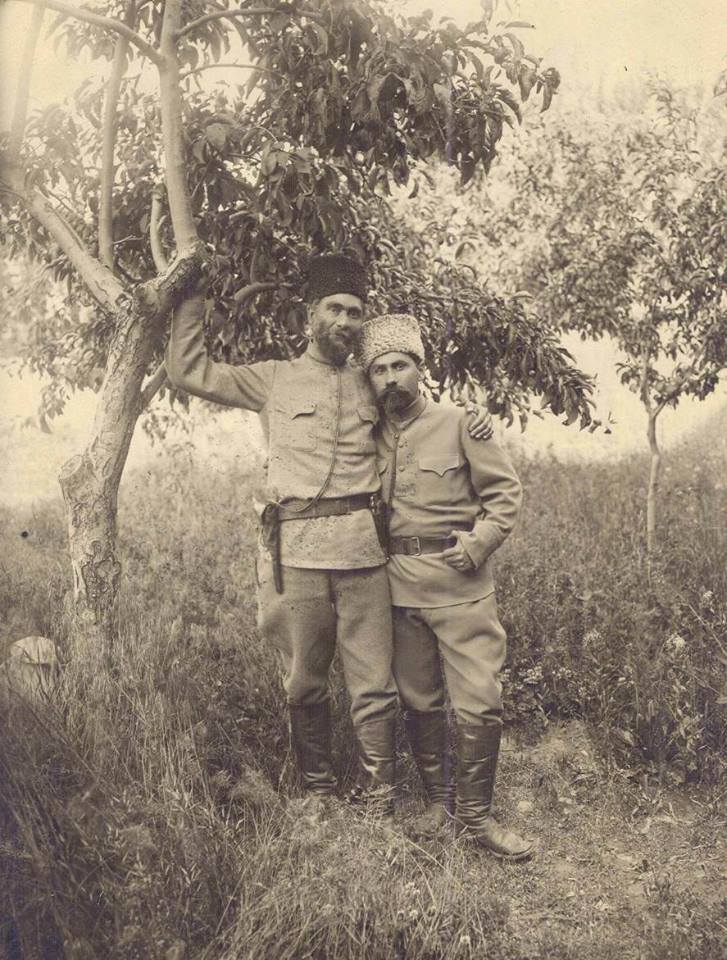
Khetcho et Dro.

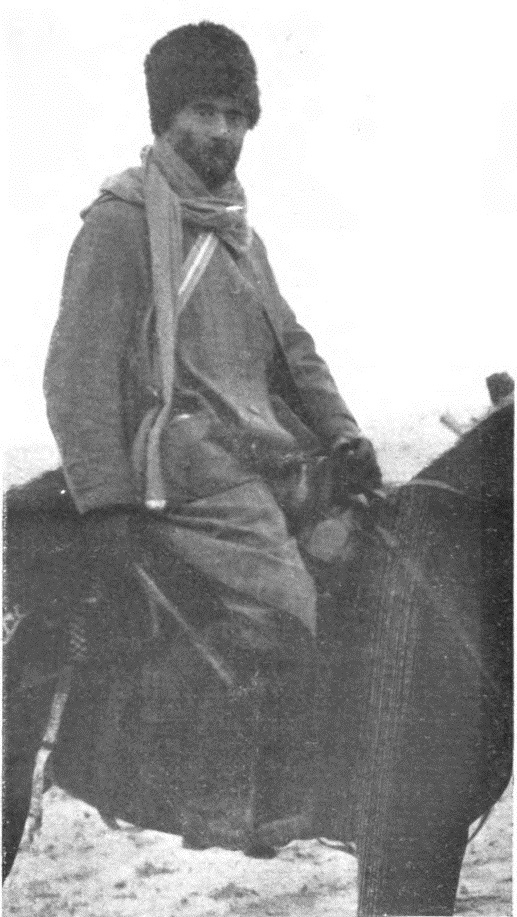
Khetcho à cheval.

Au cours de la première guerre balkanique de 1912-1913, l'Empire ottoman perd ses possessions balkaniques. Des craintes grandissantes règnent dans la patrie turque, craintes selon lesquelles la minorité chrétienne arménienne de l'Empire, de plus en plus agitée — avec l'aide ou l'encouragement des gouvernements occidentaux — cherche à établir un État indépendant, entraînant l'éclatement du territoire turc lui-même,. La défiance et les suspicions envers les Arméniens ont atteint leur paroxysme après le déclenchement de la Première Guerre mondiale, lorsque l'avancée des troupes russes sur la frontière turque dans le vilayet de Van, fortement peuplé d'Arméniens au début de 1915, fut imputée à la déloyauté des Arméniens, conduisant le gouvernement turc à adopter un ensemble de mesures extrêmes qui aboutissent au génocide des Arméniens.

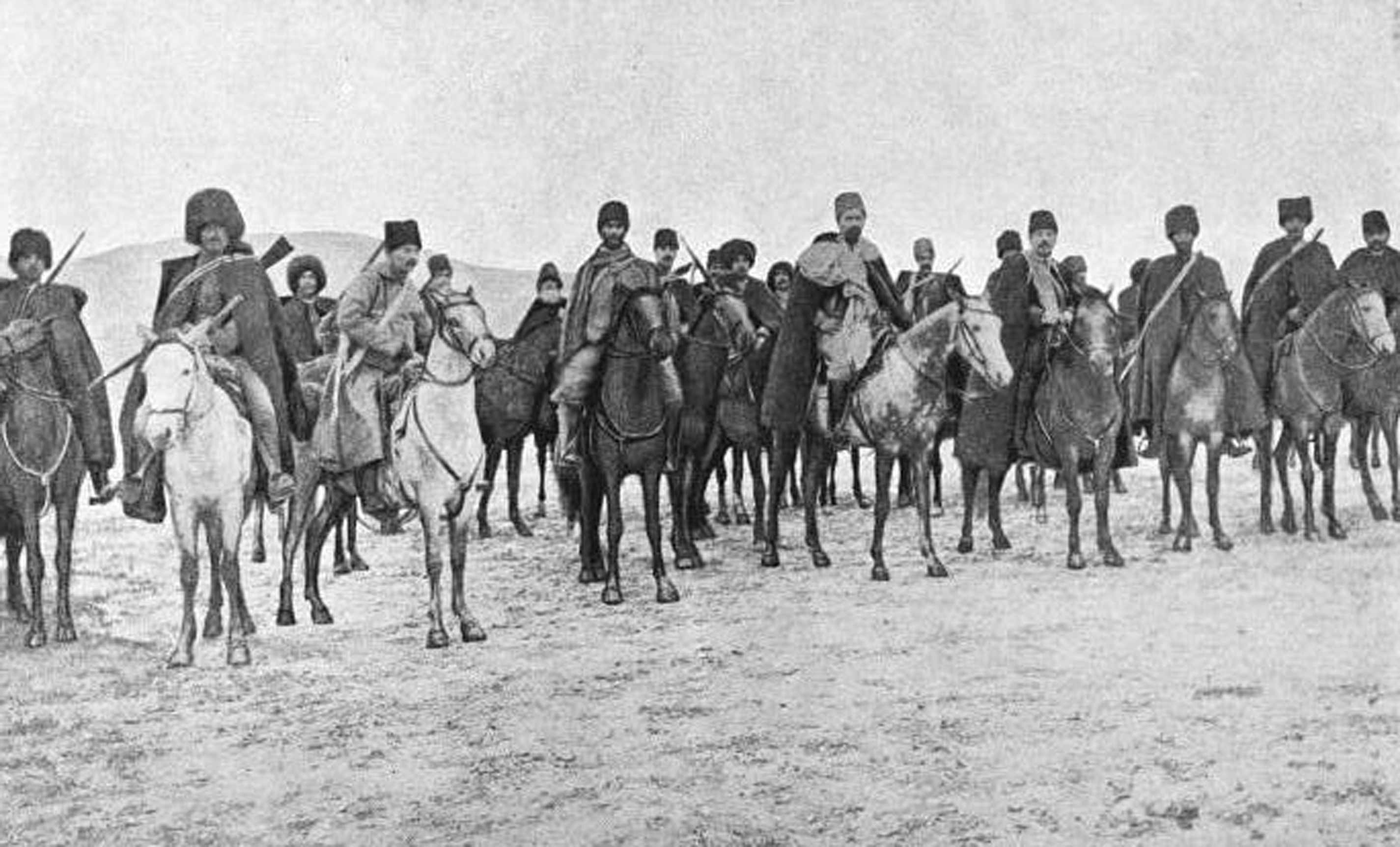
1914, membres des unités de volontaires arméniens : Armen Garo, Khetcho et Drastamat Kanayan.

Avant le début de la Première Guerre mondiale, Khetcho participe à la réunion du Conseil de la Fédération révolutionnaire arménienne à Berlin. Il est ensuite chargé d'acquérir des armements afin de soutenir les efforts d'autodéfense. Au début de la guerre, il dirige l'une des cinq légions arméniennes formées pour entrer sur le territoire ottoman, formant les unités de volontaires arméniens sous commandement russe. Au cours de la défense de Van, l'unité de Khetcho est parmi les premières à y pénétrer et à la reconquérir le 5 mai 1915. S'ensuit l'occupation de la ville par les armées russes quelques jours plus tard.

### Décès
Après la libération de Van, Khetcho et son escadron sont affectés à la défense autonome de Mus et de Sason. En juillet 1915, Khetcho s’arrête à Bitlis où, en juin 1915, pendant le génocide arménien, des Turcs et des Kurdes, dirigés par Djevdet Bey, ont la réputation d'y avoir massacré 15 000 Arméniens,. En prévision d'une avancée russe, les forces turques montent leur artillerie au sommet d'une montagne, avec un chemin dégagé pour pouvoir lancer une nouvelle offensive sur le village. Craignant un massacre imminent de la population arménienne du village, Khetcho et son régiment mènent une offensive de cavalerie contre l'armée turque, les poussant plus haut dans la montagne. Cependant, lors d'une contre-attaque des forces turques, Khetcho est mortellement blessé. Son corps est transporté à Van où il est finalement enterré à côté d'autres révolutionnaires arméniens,.